# Урочище «Шмирки» (пам'ятка природи)
Уро́чище Шми́рки — ботанічна пам'ятка природи місцевого значення в Україні. Об'єкт природно-заповідного фонду Хмельницької області. 
Розташована в межах Заслучненської сільської громади Хмельницького району Хмельницької області, на північ від села Шмирки. 
Площа 1,6 га. Статус присвоєно згідно з розпорядженням облвиконкому від 11.06.1970 року № 156-р«б». Перебуває у віданні ДП «Старокостянтинівський лісгосп» (Красилівське лісництво, кв. 4, вид. 32). 
Статус присвоєно для збереження частини лісового масиву з цінними насадженнями дуба.